# Archidiecezja wiedeńska
Archidiecezja wiedeńska – archidiecezja Kościoła rzymskokatolickiego we wschodniej Austrii. Została erygowana 18 stycznia 1469 roku. 1 czerwca 1722 została podniesiona do rangi archidiecezji.

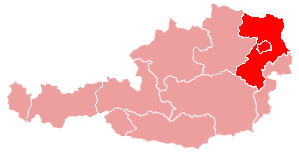
Archidiecezja na mapie administracyjnej Kościoła w Austrii

## Podział administracyjny archidiecezji
Archidiecezja wiedeńska podzielona jest na trzy wikariaty, w których skład wchodzi określona liczba dekanatów.
| Nazwa wikariatu        | Liczba dekanatów |
| ---------------------- | ---------------- |
| Unter dem Manhartsberg | 14               |
| Wien Stadt             | 21               |
| Unter dem Wienerwald   | 17               |